# Dettwiller
Dettwiller – miejscowość i gmina we Francji, w regionie Grand Est, w departamencie Dolny Ren.